# Schwarzensteinkees
Das Schwarzensteinkees ist ein Gletscher in den Zillertaler Alpen in Tirol.
Es erstreckt sich am Talschluss des Zemmgrundes unterhalb des namensgebenden Schwarzensteins (3369 m ü. A.) und der III. Hornspitze (3254 m ü. A.) über einen Höhenbereich von rund 3300 bis 2300 m vom Alpenhauptkamm nach Nordwesten. Der Hornrücken trennt das Schwarzensteinkees vom westlich benachbarten Hornkees. Mit einer Fläche von rund 4 km² ist das Schwarzensteinkees einer der größten Gletscher der Zillertaler Alpen. Es entwässert über den Zemmbach zum Ziller.

## Gletscherschwund

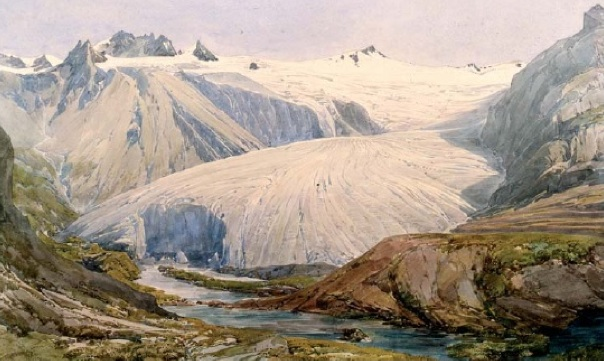
Der Keesboden am Schwarzen Stein mit dem Horn und dem Rossrücken am Ursprung der Ziller im Ziller-Thale. Aquarell von Thomas Ender, 1841

Wie die meisten Gletscher in den Alpen ist das Schwarzensteinkees seit der Mitte des 19. Jahrhunderts von der Gletscherschmelze betroffen. 1850 maß seine Fläche noch 7,20 km², seit damals hat der Gletscher über 40 % an Fläche verloren. 2011 ist der untere Zungenrand abgerissen, er hat keine Verbindung mehr mit dem Hauptgletscher. Unterbrochen wurde diese Entwicklung von deutlichen Vorstößen in den Jahren 1972 bis 1990. Das Schwarzensteinkees war dabei häufig der österreichische Gletscher mit dem größten gemessenen Längenzuwachs (1978/79: +44 m, 1979/80: +78 m).